# Bar Refaeli
Bar Refaeli (en hebreo: בר רפאלי; Hod HaSharon; 4 de junio de 1985) es una modelo, presentadora, actriz y empresaria israelí.

## Carrera

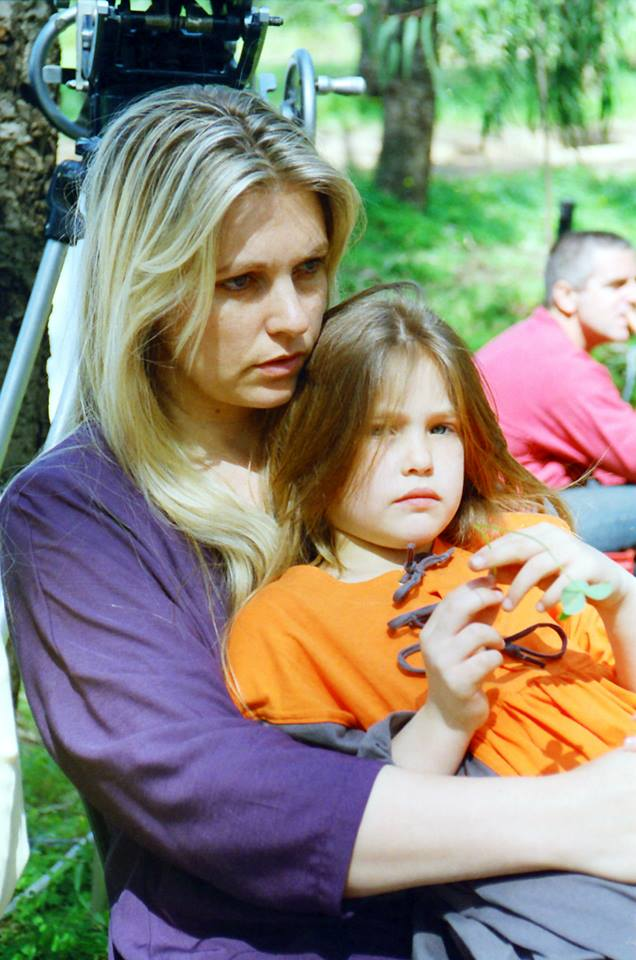
Refaeli a los cinco años junto a su madre Tzipi Levine en 1990

Bar comenzó a hacer modelaje a los cinco meses de edad en anuncios televisivos, pero después hizo una pausa muy larga a la que regresó trabajando de modelo a la edad de quince años, representada por la agencia Irene Marie Models. En 2000 y 2001 ganó el título de Modelo del Año. Fue seleccionada como modelo de Renuar y apareció en sus catálogos de verano 2002 e invierno de 2003.
Tiempo después apareció en la revista francesa ELLE. Estuvo en la portada de la revista GQ de Italia en marzo de 2006. En 2007 hizo su primera aparición en Sports Illustrated, fue la primera modelo israelí en aparecer en esta revista. En dicha aparición posó con la banda Aerosmith y en 2008 realizó una sesión de fotos para la misma revista en Caesarea y el mar Muerto. Poco tiempo después, las imágenes de esta revista fueron publicadas en la revista Maxim.
En el 2007 fue elegida como imagen para la campaña de primavera/verano de El Corte Inglés.
La revista británica Arena la nombró el mejor cuerpo del 2008 en la edición de febrero.
El 9 de febrero de 2009 fue anunciada como portada del especial de bikinis de Sports Illustrated. El 14 de febrero de 2012, la modelo lanza su propia línea de ropa interior, Under.me.
En 2013, protagonizó un anuncio polémico del Ministerio de Relaciones Exteriores de Israel para promocionar el país en el exterior. El ejército israelí le ha criticado ya que según ellos no es un ejemplo a seguir, ya que no completó el servicio militar obligatorio.

## Televisión y cine
Bar ha participado hasta ahora en un especial para la televisión Ironic Iconic America al lado de Tommy Hilfiger que fue transmitido por la cadena Bravo el 3 de octubre de 2008.
El 18 de enero de 2011, Bar asistió al estreno de la película Session en Israel, en la que actúa. Dirigida por el israelí Haim Bouzaglo, la película es un thriller psicológico que narra la historia de un psicólogo de manipulación que se obsesiona con un paciente nuevo.
Se desempeñó como juez invitado en la cuarta temporada de "La próxima Top model de Alemania", un concurso de modelos presentado por Heidi Klum.
El 13 de febrero de 2013 durante una de las galas del 63.er Festival de la Canción de San Remo presentó a la banda Almamegretta y al cantante israelí Asaf Avidan, entre otros, junto los conductores del gran evento italiano, Fabio Fazio y Luciana Littizzetto.
El 25 de enero de 2019 fue confirmada por la televisión israelí KAN como presentadora del Festival de la Canción de Eurovisión 2019 que tuvo lugar en Tel Aviv junto a Erez Tal, Assi Azar y Lucy Ayoub.

## Filantropía y causas personales
Refaeli es voluntaria en el Proyecto Sunshine, una organización sin fines de lucro que proporciona servicios gratuitos y programas para personas que enfrentan enfermedades que amenazan la vida. También se ha ofrecido para la organización de Ahava, que ha cuidado de mascotas abandonadas en el norte de Israel durante el conflicto de 2006 entre Israel y Líbano.
Bar Refaeli y el director de cine Shahar Segal han acordado hacer una campaña gratuita bajo el lema "Menos una bolsa" para reducir el uso de bolsas de plástico.
En agosto de 2010, decidió escribir un informe especial con la colaboración de Better Place, el por qué de manera significativa cree que la gente debe conducir coches eléctricos.

## Vida personal

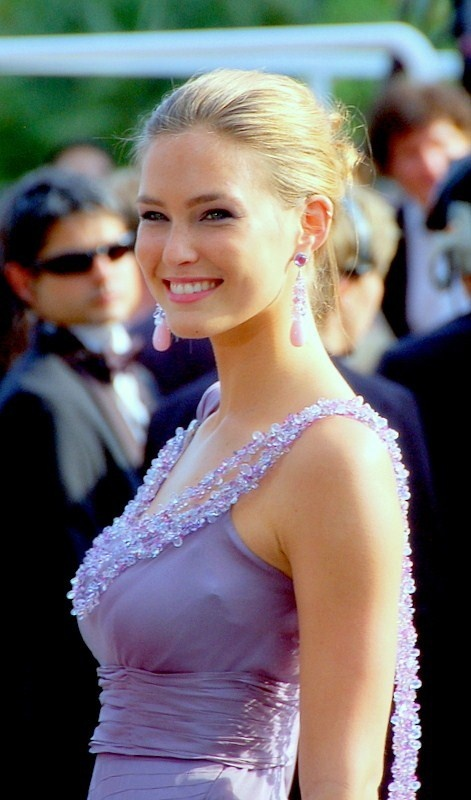
Bar Refaeli en 2008

Refaeli creció en el seno de una familia judía. Sus padres, Rafael y Tzipi, tenían un rancho de caballos, donde Bar pasó la mayor parte de su juventud.
Refaeli se casó con un familiar con el fin de evitar el servicio militar en las Fuerzas de Defensa de Israel en 2003, servicio que en ese país es obligatorio tanto para hombres como para mujeres mayores de 18 años, con algunas excepciones. Se divorciaron dos años después en 2005.
En noviembre de 2005, Refaeli comenzó una relación con el actor estadounidense Leonardo DiCaprio, después de reunirse con él en una fiesta en Las Vegas para los músicos de U2. En el curso de su viaje a Israel en marzo de 2007, la pareja se reunió con el presidente israelí Shimon Peres y visitó la ciudad natal de Refaeli, Hod Hasharon. En 2011 terminaron su relación.
Se comprometió con el empresario Adi Ezra en marzo de 2015, casándose con él el 24 de septiembre de 2015. Ella y Ezra tienen dos hijas: Liv Ezra (nacida el 11 de agosto de 2016) y Elle Ezra (nacida el 20 de octubre de 2017). En junio de 2019 anunció su tercer embarazo. Su tercer hijo, un varón llamado David, nació el 14 de enero de 2020.